# Taipei chinois aux Jeux olympiques d'hiver de 2014
Taipei chinois participe aux Jeux olympiques d'hiver de 2014 à Sotchi en Russie du 7 au 23 février 2014. Il s'agit de sa neuvième participation à des Jeux d'hiver.

## Luge
Te-An Lien, unique lugeur taïwanais présent à Sotchi, termine 39e et dernier de l'épreuve individuelle.
| Athlète    | Épreuves | Course 1      | Course 1 | Course 2 | Course 2 | Course 3 | Course 3 | Course 4 | Course 4 | Total          | Total |
| Athlète    | Épreuves | Temps         | Rang     | Temps    | Rang     | Temps    | Rang     | Temps    | Rang     | Temps          | Rang  |
| ---------- | -------- | ------------- | -------- | -------- | -------- | -------- | -------- | -------- | -------- | -------------- | ----- |
| Te-An Lien | Simple   | 1 min 2 s 961 | 39e      | 55 s 315 | 19e      | 55 s 287 | 38e      | 54 s 528 | 39e      | 3 min 48 s 091 | 39e   |

## Patinage de vitesse
| Athlète         | Épreuve | Course 1 | Course 1 | Course 2 | Course 2 | Totaux  | Totaux | Qualifications | Qualifications | Quarts de finale | Quarts de finale | Demi-finales | Demi-finales | Finale D | Finale D | Finale C | Finale C | Finale B | Finale B | Finale A      | Finale A |
| Athlète         | Épreuve | Temps    | Rang     | Temps    | Rang     | Temps   | Rang   | Temps          | Rang           | Temps            | Rang             | Temps        | Rang         | Temps    | Rang     | Temps    | Rang     | Temps    | Rang     | Temps         | Rang     |
| --------------- | ------- | -------- | -------- | -------- | -------- | ------- | ------ | -------------- | -------------- | ---------------- | ---------------- | ------------ | ------------ | -------- | -------- | -------- | -------- | -------- | -------- | ------------- | -------- |
| Ching-Yang Sung | 500 m   | 35 s 73  | 35e      | 35 s 63  | 30e      | 71 s 36 | 33e    | NC             | NC             | NC               | NC               | NC           | NC           | NC       | NC       | NC       | NC       | NC       | NC       | NC            | NC       |
| Ching-Yang Sung | 1000 m  | NC       | NC       | NC       | NC       | NC      | NC     | NC             | NC             | NC               | NC               | NC           | NC           | NC       | NC       | NC       | NC       | NC       | NC       | 1 min 13 s 79 | 40e      |

## Patinage de vitesse sur piste courte
| Mackenzie Blackburn | 500 m  | 42 s 337       | 3e (éliminé) | – | – | – | – | – | – | – | – |
| Mackenzie Blackburn | 1000 m | 1 min 26 s 814 | 3e (éliminé) | – | – | – | – | – | – | – | – |